# Skivebosjön
Skivebosjön är en sjö i Gislaveds kommun i Småland och ingår i Nissans huvudavrinningsområde. Sjön är 2,4 meter djup, har en yta på 0,0935 kvadratkilometer och befinner sig 151,3 meter över havet. Sjön avvattnas av vattendraget Yxabäcken.

## Delavrinningsområde
Skivebosjön ingår i det delavrinningsområde (634235-134734) som SMHI kallar för Mynnar i Kilan. Medelhöjden är 161 meter över havet och ytan är 17,9 kvadratkilometer. Det finns inga delavrinningsområden uppströms utan avrinningsområdet är högsta punkten. Yxabäcken som avvattnar avrinningsområdet har biflödesordning 3, vilket innebär att vattnet flödar genom totalt 3 vattendrag innan det når havet efter 81 kilometer. Delavrinningsområdet består mestadels av skog (73 procent). Avrinningsområdet har 0,87 kvadratkilometer vattenytor vilket ger det en sjöprocent på 4,8 procent.